# Korträkning

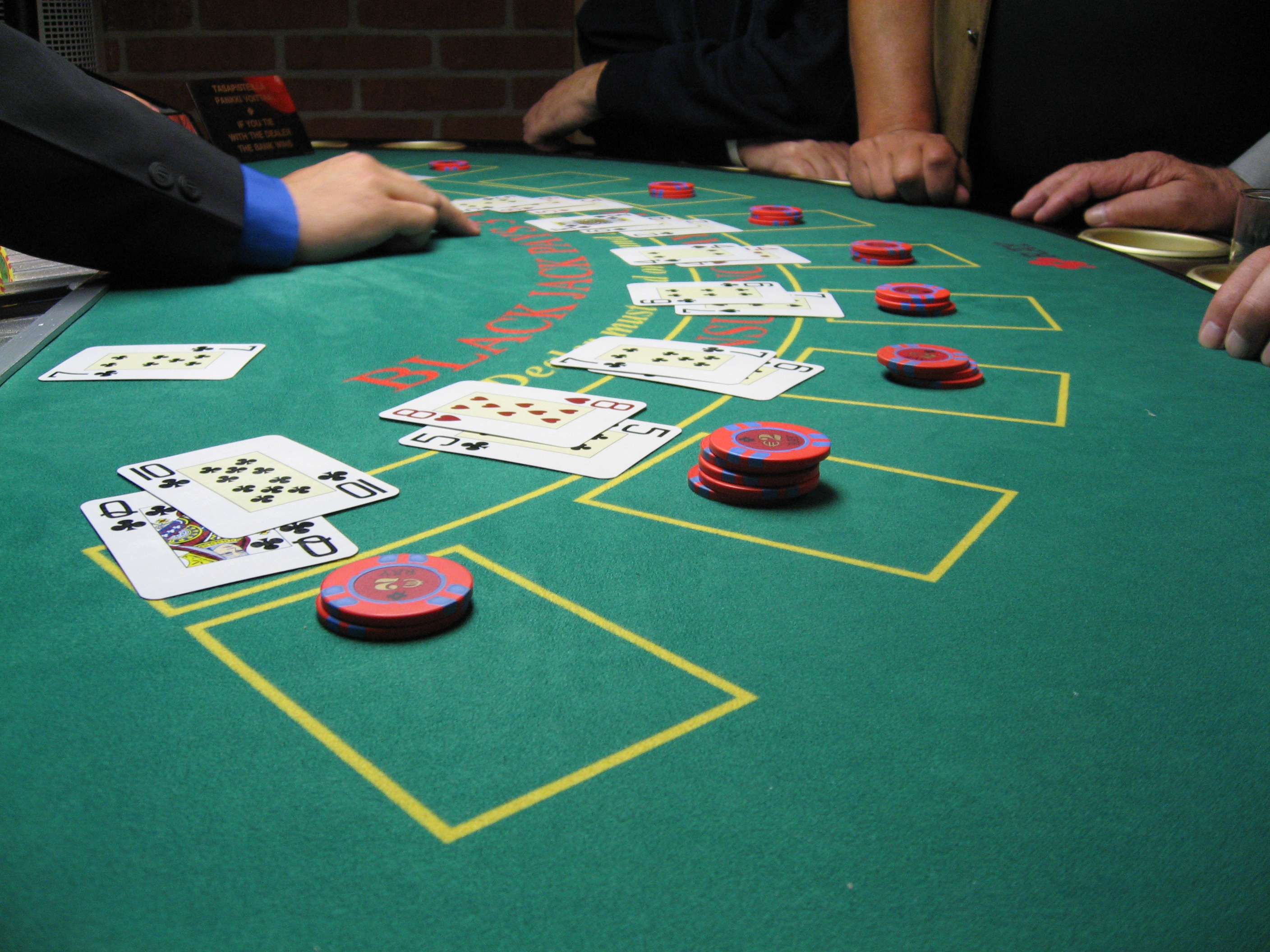
Black Jack

Korträkning är en avancerad spelteknik för kasinospelet Black Jack. En skicklig korträknare kan under vissa förhållanden erhålla ett långsiktigt övertag på kasinot. Alla korträkningsmetoder bygger på att man mäter förhållandet mellan höga och låga kort i den kvarvarande kortleken. Ju större andel höga kort kvar, desto bättre för spelaren.
Den vanligaste metoden för korträkning heter Hi-Lo och bygger på poängvärdeprincipen. Samtliga kort tilldelas ett poängvärde (2-6 poängvärde 1, 7-9 poängvärde 0, 10-Ess poängvärde -1). Dessa värden adderas samman. Alla spelbeslut baseras på det sammanlagda poängvärdet delat på antalet kort kvar att spela.
För att korträkning skall fungera krävs en djup penetration (dvs. att korten inte kontinuerligt omblandas), förmånliga regler (grundreglerna är samma i Black Jack, men vid vilka lika-situationer banken vinner och vid vilka båda behåller sina insatser kan variera), att få kortlekar används mm. Casino Cosmopol i Sverige använder exempelvis ett system där man systematiskt blandar om korten efter varje parti, vilket omöjliggör korträkning, och Black Jack-bord ute i nöjeslivet använder dels systematiskt för spelaren mindre fördelaktiga regler, dels tillämpas en maxinsatsregel som gör att spelaren inte kan utnyttja goda odds optimalt.